# Travis Rettenmaier
Travis Rettenmaier (Tarzana, 6 de agosto de 1983) é um tenista profissional estadunidense.Seu melhor ranking de N. 65 em duplas, em 2009.

## Honras
Simples
- 2002 Future de Houston, Texas, EUA sobre Michael Tebbutt
- 2008 Future de Mobile, Alabama, EUA sobre Ryler DeHeart